# Leon Meredith
Lewis Leonard "Leon" Meredith (født 2. februar 1882 i London, død 27. januar 1930 i Davos) var en britisk cykelrytter, som deltog i tre olympiske lege før og efter første verdenskrig.

## Cykelkarriere
Meredith dyrkede både banecykling (mest i begyndelsen af karrieren) og landevejscykling (senere i karrieren). Han vandt blandt andet syv verdensmesterskaber i banecykling med motorpace i perioden 1904-1913 og var generelt fremragende i langdistanceløb på banen.
Han deltog første gang ved OL 1908 i London, hvor han stillede op i fire banediscipliner. I 2000 m tandem kørte han sammen med Johnnie Matthews, og parret blev elimineret i semifinalen. I 20 km-løbet var han uheldig at punktere i finalen og nåede ikke medaljerne. I 100 km-løbet var han storfavorit, men også her gik det galt, da han var involveret i et sammenstød med to andre ryttere og senere måtte udgå. Bedst gik det i holdforfølgelsesløb over 1980 yards, hvor han sammen med Ben Jones, Ernie Payne og Clarrie Kingsbury sikkert vandt sin semifinale mod Canada og derpå finalen mod Tyskland og dermed sikrede sig guldet.
Ved OL 1912 i Stockholm stillede Meredith op i landevejscykling (der blev ved disse lege ikke kørt på bane). Der blev kørt ét løb, der fungerede som basis for både en individuel og en holdkonkurrence. Løbet blev afviklet med enkeltstart på en 315 km lang strækning rundt om Mälaren, og Meredith blev individuelt nummer fire med en tid på lidt over 11 timer (næsten 20 minutter efter vinderen). Holdløbet blev afgjort af tiderne for de fire bedste ryttere fra hver nation, og her sikrede Sverige sig guldet, blot ni minutter foran Storbritannien, der fik sølv med Meredith blandt de fire bedste, mens USA fik bronze, yderligere tre minutter efter.
Merediths karriere sluttede ikke med første verdenskrig, og han deltog igen i OL 1920 i Antwerpen i de samme discipliner som i 1912. Her var forskellen, at der kun måtte være fire ryttere fra hver nation, og da en af briterne ikke gennemførte, fik holdet dermed heller ikke nogen placering. Individuelt blev Meredith nummer 18.

## Øvrige karriere
Leon Meredith dyrkede også rulleskøjteløb og var britisk mester i dette i 1911 og 1912. Han ejede desuden selv en rulleskøjtebane.
Han fik patent på et cykeldæk og oprettede et dækfirma.
Han døde af et hjerteanfald under en skitur i Schweiz.